# 弘州
弘州，博宁军，辽朝时设置的州。
统和中置，治所在永宁县（金朝改名襄阴县，今河北省阳原县）。下辖两县：永宁县、顺圣县。辖境相当今河北省阳原县及宣化县西南部地。明朝初年废。